# 菲利普·加尔当
菲利普·加尔当（法語：Philippe Gardent，1964年3月15日—），生于罗讷省贝尔维尔，法国男子手球运动员。他曾代表法国国家队参加1992年夏季奥林匹克运动会手球比赛，获得一枚铜牌。